# Ганнусівська сільська рада (Тисменицький район)
| Ганнусівська сільська рада — орган місцевого самоврядування у Тисменицькому районі Івано-Франківської області з адміністративним центром у с. Ганнусівка. Сільській раді підпорядковані населені пункти: - с. Ганнусівка |

## Склад ради
Рада складається з 16 депутатів та голови.

### Керівний склад ради
| ПІБ                       | Основні відомості                              | Дата обрання | Дата звільнення |
| ------------------------- | ---------------------------------------------- | ------------ | --------------- |
| Паркулаб Марія Михайлівна | Сільський голова, 1960 року народження, освіта | 26.03.2006   | 31.10.2010      |

Примітка: таблиця складена за даними джерела